# Promenada miłości
Promenada miłości (ang. Flirtation Walk) – amerykański film z 1934 roku w reżyserii Franka Borzage.

## Obsada
- Dick Powell jako Richard "the Canary" Palmer Grant Dorcy Jr.
- Ruby Keeler jako Kit Fitts
- Pat O’Brien jako Scrapper Thornhill
- Ross Alexander jako Oskie
- John Arledge jako Spike
- John Eldredge jako porucznik Biddle
- Henry O’Neill jako generał Fitts
- Guinn Williams jako Sleepy
- Frederick Burton jako generał Landacre
- John Darrow jako Chase
- Glen Boles jako Eight Ball
- Maude Turner Gordon jako wdowa na pokazie (niewymieniona w czołówce)
- Tyrone Power jako kadet (niewymieniony w czołówce)

## Nagrody i nominacje
| Nazwa nagrody | Wygrane            | Nominacje |
| ------------- | ------------------ | --- |
| Oscar         | 1935 bez rezultatu | 1935 Najlepszy film wytwórnia First National Najlepszy dźwięk Nathan Levinson Warner Bros. – First National Studio Sound Department |